# Wereldkampioenschap hockey mannen 2006

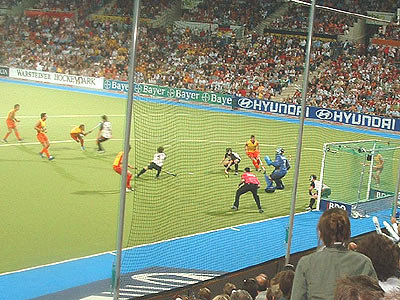
De halve finale tussen Duitsland en Spanje

Het wereldkampioenschap hockey voor mannen werd in 2006 van 6 tot en met 17 september gehouden in het Duitse Mönchengladbach.
Duitsland werd uiteindelijk wereldkampioen door Australië met 4-3 te verslaan in de finale.
Voor Nederland eindigde het toernooi in een deceptie: voor het eerst sinds 1986 werd geen medaille gewonnen. Nederland eindigde als zevende.

## Kwalificatie
De vijf continentale kampioenen en het gastland waren automatisch geplaatst. Op basis van de wereldranglijst mocht Europa een tweede land inschrijven. De overige vijf landen volgden uit het WK-kwalificatietoernooi.
| Data                         | Toernooi                          | Locatie                | Gekwalificeerd                                   |
| ---------------------------- | --------------------------------- | ---------------------- | ------------------------------------------------ |
| Gastland                     | Gastland                          | Gastland               | Duitsland                                        |
| 21–28 september 2003         | Aziatisch kampioenschap 2003      | Kuala Lumpur, Maleisië | India                                            |
| 12–23 mei 2004               | Pan-Amerikaans kampioenschap 2004 | London, Canada         | Argentinië                                       |
| 28 augustus–4 september 2005 | Europees kampioenschap 2005       | Leipzig, Duitsland     | Spanje Nederland                                 |
| 1–8 oktober 2005             | Afrikaans kampioenschap 2005      | Pretoria, Zuid-Afrika  | Zuid-Afrika                                      |
| 15–19 november 2005          | Oceanisch kampioenschap 2005      | Suva, Fiji             | Australië                                        |
| 12–23 april 2006             | WK-kwalificatietoernooi 2006      | Changzhou, China       | Nieuw-Zeeland Zuid-Korea Engeland Pakistan Japan |

## Uitslagen

### Eerste ronde
Groep A
| Team          | GS | W | G | V | DV | DT | DS  | Ptn |
| ------------- | -- | - | - | - | -- | -- | --- | --- |
| Australië     | 5  | 4 | 0 | 1 | 18 | 5  | +13 | 12  |
| Spanje        | 5  | 3 | 2 | 0 | 13 | 7  | +6  | 11  |
| Nieuw-Zeeland | 5  | 2 | 1 | 2 | 10 | 14 | −4  | 7   |
| Pakistan      | 5  | 1 | 2 | 2 | 10 | 10 | 0   | 5   |
| Argentinië    | 5  | 1 | 1 | 3 | 5  | 12 | −7  | 4   |
| Japan         | 5  | 1 | 0 | 4 | 7  | 15 | −8  | 3   |

| 6 september 2006 18:30 |           |               |                                                         |
| Argentinië             | 0–3       | Nieuw-Zeeland | Scheidsrechters: Henrik Ehlers (DEN) Rob ten Cate (NED) |
|                        | (verslag) |               | Scheidsrechters: Henrik Ehlers (DEN) Rob ten Cate (NED) |

| 7 september 2006 16:00 |           |       |                                                         |
| Pakistan               | 4–0       | Japan | Scheidsrechters: Xavier Adell (ESP) Hamish Jamson (ENG) |
|                        | (verslag) |       | Scheidsrechters: Xavier Adell (ESP) Hamish Jamson (ENG) |

| 7 september 2006 18:00 |           |        |                                                           |
| Australië              | 1–3       | Spanje | Scheidsrechters: Christian Blasch (GER) John Wright (RSA) |
|                        | (verslag) |        | Scheidsrechters: Christian Blasch (GER) John Wright (RSA) |

| 8 september 2006 16:00 |           |          |                                                         |
| Nieuw-Zeeland          | 4–4       | Pakistan | Scheidsrechters: David Leiper (SCO) Amarjit Singh (MAS) |
|                        | (verslag) |          | Scheidsrechters: David Leiper (SCO) Amarjit Singh (MAS) |

| 8 september 2006 20:15 |           |            |                                                         |
| Spanje                 | 1–1       | Argentinië | Scheidsrechters: David Gentles (AUS) Rob ten Cate (NED) |
|                        | (verslag) |            | Scheidsrechters: David Gentles (AUS) Rob ten Cate (NED) |

| 9 september 2006 17:30 |           |               |                                                       |
| Japan                  | 0–1       | Nieuw-Zeeland | Scheidsrechters: John Wright (RSA) Kim Hong-lae (KOR) |
|                        | (verslag) |               | Scheidsrechters: John Wright (RSA) Kim Hong-lae (KOR) |

| 9 september 2006 19:30 |           |           |                                                       |
| Argentinië             | 0–4       | Australië | Scheidsrechters: Andy Mair (SCO) Satinder Kumar (IND) |
|                        | (verslag) |           | Scheidsrechters: Andy Mair (SCO) Satinder Kumar (IND) |

| 10 september 2006 12:30 |           |        |                                                         |
| Pakistan                | 2–2       | Spanje | Scheidsrechters: Sumesh Putra (CAN) Henrik Ehlers (DEN) |
|                         | (verslag) |        | Scheidsrechters: Sumesh Putra (CAN) Henrik Ehlers (DEN) |

| 10 september 2006 19:00 |           |       |                                                         |
| Australië               | 3–1       | Japan | Scheidsrechters: Amarjit Singh (MAS) Rob ten Cate (NED) |
|                         | (verslag) |       | Scheidsrechters: Amarjit Singh (MAS) Rob ten Cate (NED) |

| 11 september 2006 14:00 |           |               |                                                            |
| Spanje                  | 3–1       | Nieuw-Zeeland | Scheidsrechters: Murray Grime (AUS) Christian Blasch (GER) |
|                         | (verslag) |               | Scheidsrechters: Murray Grime (AUS) Christian Blasch (GER) |

| 11 september 2006 18:00 |           |          |                                                        |
| Argentinië              | 1–0       | Pakistan | Scheidsrechters: Rob ten Cate (NED) Kim Hong-lae (KOR) |
|                         | (verslag) |          | Scheidsrechters: Rob ten Cate (NED) Kim Hong-lae (KOR) |

| 12 september 2006 14:00 |           |           |                                                        |
| Nieuw-Zeeland           | 1–7       | Australië | Scheidsrechters: John Wright (RSA) Amarjit Singh (MAS) |
|                         | (verslag) |           | Scheidsrechters: John Wright (RSA) Amarjit Singh (MAS) |

| 12 september 2006 16:00 |           |            |                                                           |
| Japan                   | 4–3       | Argentinië | Scheidsrechters: Hamish Jamson (ENG) Satinder Kumar (IND) |
|                         | (verslag) |            | Scheidsrechters: Hamish Jamson (ENG) Satinder Kumar (IND) |

| 13 september 2006 14:00 |           |        |                                                      |
| Japan                   | 2–4       | Spanje | Scheidsrechters: David Gentles (AUS) Andy Mair (SCO) |
|                         | (verslag) |        | Scheidsrechters: David Gentles (AUS) Andy Mair (SCO) |

| 13 september 2006 20:30 |           |          |                                                            |
| Australië               | 3–0       | Pakistan | Scheidsrechters: Christian Blasch (GER) Kim Hong-lae (KOR) |
|                         | (verslag) |          | Scheidsrechters: Christian Blasch (GER) Kim Hong-lae (KOR) |

Groep B
| Team        | GS | W | G | V | DV | DT | DS | Ptn |
| ----------- | -- | - | - | - | -- | -- | -- | --- |
| Duitsland   | 5  | 3 | 2 | 0 | 12 | 5  | +7 | 11  |
| Zuid-Korea  | 5  | 3 | 2 | 0 | 8  | 5  | +3 | 11  |
| Nederland   | 5  | 3 | 1 | 1 | 16 | 9  | +7 | 10  |
| Engeland    | 5  | 2 | 0 | 3 | 10 | 10 | 0  | 6   |
| Zuid-Afrika | 5  | 0 | 2 | 3 | 4  | 13 | −9 | 2   |
| India       | 5  | 0 | 1 | 4 | 7  | 15 | −8 | 1   |

| 6 september 2006 15:30 |           |       |                                                        |
| Duitsland              | 3–2       | India | Scheidsrechters: David Leiper (SCO) Sumesh Putra (CAN) |
|                        | (verslag) |       | Scheidsrechters: David Leiper (SCO) Sumesh Putra (CAN) |

| 6 september 2006 20:30 |           |           |                                                          |
| Zuid-Korea             | 3–2       | Nederland | Scheidsrechters: David Gentles (AUS) Amarjit Singh (MAS) |
|                        | (verslag) |           | Scheidsrechters: David Gentles (AUS) Amarjit Singh (MAS) |

| 7 september 2006 14:00 |           |          |                                                        |
| India                  | 2–3       | Engeland | Scheidsrechters: Murray Grime (AUS) Kim Hong-lae (KOR) |
|                        | (verslag) |          | Scheidsrechters: Murray Grime (AUS) Kim Hong-lae (KOR) |

| 7 september 2006 20:15 |           |             |                                                       |
| Nederland              | 2–0       | Zuid-Afrika | Scheidsrechters: Andy Mair (SCO) Satinder Kumar (IND) |
|                        | (verslag) |             | Scheidsrechters: Andy Mair (SCO) Satinder Kumar (IND) |

| 8 september 2006 18:00 |           |            |                                                         |
| Engeland               | 0–1       | Zuid-Korea | Scheidsrechters: Henrik Ehlers (DEN) Sumesh Putra (CAN) |
|                        | (verslag) |            | Scheidsrechters: Henrik Ehlers (DEN) Sumesh Putra (CAN) |

| 9 september 2006 13:00 |           |       |                                                             |
| Zuid-Afrika            | 1–1       | India | Scheidsrechters: Christian Blasch (GER) Hamish Jamson (ENG) |
|                        | (verslag) |       | Scheidsrechters: Christian Blasch (GER) Hamish Jamson (ENG) |

| 9 september 2006 15:15 |           |           |                                                        |
| Duitsland              | 2–2       | Nederland | Scheidsrechters: Murray Grime (AUS) Xavier Adell (ESP) |
|                        | (verslag) |           | Scheidsrechters: Murray Grime (AUS) Xavier Adell (ESP) |

| 10 september 2006 14:45 |           |           |                                                        |
| Engeland                | 1–2       | Duitsland | Scheidsrechters: David Gentles (AUS) John Wright (RSA) |
|                         | (verslag) |           | Scheidsrechters: David Gentles (AUS) John Wright (RSA) |

| 10 september 2006 17:00 |           |             |                                                            |
| Zuid-Korea              | 2–2       | Zuid-Afrika | Scheidsrechters: David Leiper (SCO) Christian Blasch (GER) |
|                         | (verslag) |             | Scheidsrechters: David Leiper (SCO) Christian Blasch (GER) |

| 11 september 2006 16:00 |           |            |                                                        |
| India                   | 1–2       | Zuid-Korea | Scheidsrechters: Xavier Adell (ESP) Sumesh Putra (CAN) |
|                         | (verslag) |            | Scheidsrechters: Xavier Adell (ESP) Sumesh Putra (CAN) |

| 11 september 2006 20:15 |           |          |                                                           |
| Nederland               | 4–3       | Engeland | Scheidsrechters: Satinder Kumar (IND) Henrik Ehlers (DEN) |
|                         | (verslag) |          | Scheidsrechters: Satinder Kumar (IND) Henrik Ehlers (DEN) |

| 12 september 2006 18:00 |           |             |                                                        |
| Duitsland               | 5–0       | Zuid-Afrika | Scheidsrechters: David Leiper (SCO) Rob ten Cate (NED) |
|                         | (verslag) |             | Scheidsrechters: David Leiper (SCO) Rob ten Cate (NED) |

| 12 september 2006 20:00 |           |           |                                                      |
| India                   | 1–6       | Nederland | Scheidsrechters: Andy Mair (SCO) David Gentles (AUS) |
|                         | (verslag) |           | Scheidsrechters: Andy Mair (SCO) David Gentles (AUS) |

| 13 september 2006 16:20 |           |           |                                                        |
| Zuid-Korea              | 0–0       | Duitsland | Scheidsrechters: John Wright (RSA) Henrik Ehlers (DEN) |
|                         | (verslag) |           | Scheidsrechters: John Wright (RSA) Henrik Ehlers (DEN) |

| 13 september 2006 18:30 |           |          |                                                        |
| Zuid-Afrika             | 1–3       | Engeland | Scheidsrechters: Murray Grime (AUS) Sumesh Putra (CAN) |
|                         | (verslag) |          | Scheidsrechters: Murray Grime (AUS) Sumesh Putra (CAN) |

### Kruisingswedstrijden
Om plaats 9-12
| 16 september 2006 10:00 |           |       |                                                        |
| Zuid-Afrika             | 2–5       | Japan | Scheidsrechters: Xavier Adell (ESP) Sumesh Putra (CAN) |
|                         | (verslag) |       | Scheidsrechters: Xavier Adell (ESP) Sumesh Putra (CAN) |

| 16 september 2006 12:30 |           |       |                                                         |
| Argentinië              | 3–2       | India | Scheidsrechters: David Leiper (SCO) Hamish Jamson (ENG) |
|                         | (verslag) |       | Scheidsrechters: David Leiper (SCO) Hamish Jamson (ENG) |

Om plaats 5-8
| 15 september 2006 12:30 |           |          | |
| Nieuw-Zeeland           | 3–4       | Engeland | Scheidsrechters: Murray Grime (AUS) Amarjit Singh (MAS) (t/m 35e minuut) Xavier Adell (ESP) (vanaf 35e minuut) |
|                         | (verslag) |          | Scheidsrechters: Murray Grime (AUS) Amarjit Singh (MAS) (t/m 35e minuut) Xavier Adell (ESP) (vanaf 35e minuut) |

| 15 september 2006 15:00 |           |          |                                                        |
| Nederland               | 2–3       | Pakistan | Scheidsrechters: David Leiper (SCO) Kim Hong-lae (KOR) |
|                         | (verslag) |          | Scheidsrechters: David Leiper (SCO) Kim Hong-lae (KOR) |

Halve finales
| 15 september 2006 17:30 |           |            |                                                             |
| Australië               | 4–2       | Zuid-Korea | Scheidsrechters: Christian Blasch (GER) Henrik Ehlers (DEN) |
|                         | (verslag) |            | Scheidsrechters: Christian Blasch (GER) Henrik Ehlers (DEN) |

| 15 september 2006 20:15 |                             |        |                                                        |
| Duitsland               | 2–2 (nv) 3–1 na strafballen | Spanje | Scheidsrechters: David Gentles (AUS) John Wright (RSA) |
|                         | (verslag)                   |        | Scheidsrechters: David Gentles (AUS) John Wright (RSA) |

### Plaatsingswedstrijden
Om de 11e/12e plaats
| 17 september 2006 08:00 |           |       |                                                        |
| Zuid-Afrika             | 0–1       | India | Scheidsrechters: Murray Grime (AUS) Sumesh Putra (CAN) |
|                         | (verslag) |       | Scheidsrechters: Murray Grime (AUS) Sumesh Putra (CAN) |

Om de 9e/10e plaats
| 17 september 2006 10:30 |           |            |                                                              |
| Japan                   | 2–1       | Argentinië | Scheidsrechters: Satinder Kumar (IND) Christian Blasch (GER) |
|                         | (verslag) |            | Scheidsrechters: Satinder Kumar (IND) Christian Blasch (GER) |

Om de 7e/8e plaats
| 16 september 2006 15:00 |           |           |                                                       |
| Nieuw-Zeeland           | 0–3       | Nederland | Scheidsrechters: Andy Mair (SCO) Satinder Kumar (IND) |
|                         | (verslag) |           | Scheidsrechters: Andy Mair (SCO) Satinder Kumar (IND) |

Om de 5e/6e plaats
| 16 september 2006 17:30 |           |          |                                                        |
| Engeland                | 1–0       | Pakistan | Scheidsrechters: Rob ten Cate (NED) Kim Hong-lae (KOR) |
|                         | (verslag) |          | Scheidsrechters: Rob ten Cate (NED) Kim Hong-lae (KOR) |

Om de 3e/4e plaats
| 17 september 2006 13:00 |           |        |                                                         |
| Zuid-Korea              | 2–3       | Spanje | Scheidsrechters: David Gentles (AUS) David Leiper (SCO) |
|                         | (verslag) |        | Scheidsrechters: David Gentles (AUS) David Leiper (SCO) |

Finale
| 17 september 2006 15:30 |           |           |                                                        |
| Australië               | 3–4       | Duitsland | Scheidsrechters: John Wright (RSA) Henrik Ehlers (DEN) |
|                         | (verslag) |           | Scheidsrechters: John Wright (RSA) Henrik Ehlers (DEN) |

| Wereldkampioen 2006    |
| ---------------------- |
|                        |
| Duitsland Tweede titel |

## Topscorers
- In onderstaand overzicht zijn alleen de spelers opgenomen met zeven of meer treffers achter hun naam.

| № | Naam               | Land      | Goals | SC | SB |
| - | ------------------ | --------- | ----- | -- | -- |
| 1 | Taeke Taekema      | Nederland | 11    |    |    |
| 2 | Christopher Zeller | Duitsland | 8     |    |    |
| 3 | Santi Freixa       | Spanje    | 7     |    |    |

## Ereprijzen
| Topscorer     | Beste speler | Beste keeper  | Grootste talent    | Fair Play Trophy |
| ------------- | ------------ | ------------- | ------------------ | ---------------- |
| Taeke Taekema | Jamie Dwyer  | Ulrich Bubolz | Christopher Zeller | Nieuw-Zeeland    |

## Nederlandse selectie
1. Guus Vogels (gk)
3. Geert-Jan Derikx
4. Karel Klaver
7. Sander van der Weide
8. Ronald Brouwer
9. Roderick Weusthof
10. Taeke Taekema
12. Jeroen Delmee (c)
13. Klaas Veering (gk)
14. Teun de Nooijer
15. Eby Kessing
16. Floris Evers
18. Rob Reckers
19. Matthijs Brouwer
20. Jesse Mahieu
23. Timme Hoyng
24. Robert van der Horst
27. Rogier Hofman
Bondscoach: Roelant Oltmans

## Eindrangschikking
| rang   | land          |
| ------ | ------------- |
| Goud   | Duitsland     |
| Zilver | Australië     |
| Brons  | Spanje        |
| 4      | Zuid-Korea    |
| 5      | Engeland      |
| 6      | Pakistan      |
| 7      | Nederland     |
| 8      | Nieuw-Zeeland |
| 9      | Japan         |
| 10     | Argentinië    |
| 11     | India         |
| 12     | Zuid-Afrika   |